# باز ضعیف
باز ضعیف عبارت است از بازی که در محلول آبی به‌طور کامل دچار یونش نمی‌شود. از آنجایی که باز برونستد-لوری پذیرنده‌های پروتون اند، یک باز ضعیف را هم می‌توان به عنوان بازی تعریف کرد که پروتون‌دهی در آن به صورت ناتمام صورت می‌گیرد. به این ترتیب این مواد pH کمی نسبت به بازهای قوی دارند.
{\displaystyle {\mbox{pH}}=-\log _{10}\left[{\mbox{H}}^{+}\right]}
NaOH یک باز قوی نسبت به دی‌اتیل‌آمین است که خود قوی تر از آمونیاک است. هر چه یک باز ضعیف تر شود، مقدار Kb هم کمتر می‌شود.

## نمونه‌هایی از بازهای ضعیف
- آلانین,
- آمونیاک, NH3
- متیل آمین, CH3NH2